# 포보스 그룬트

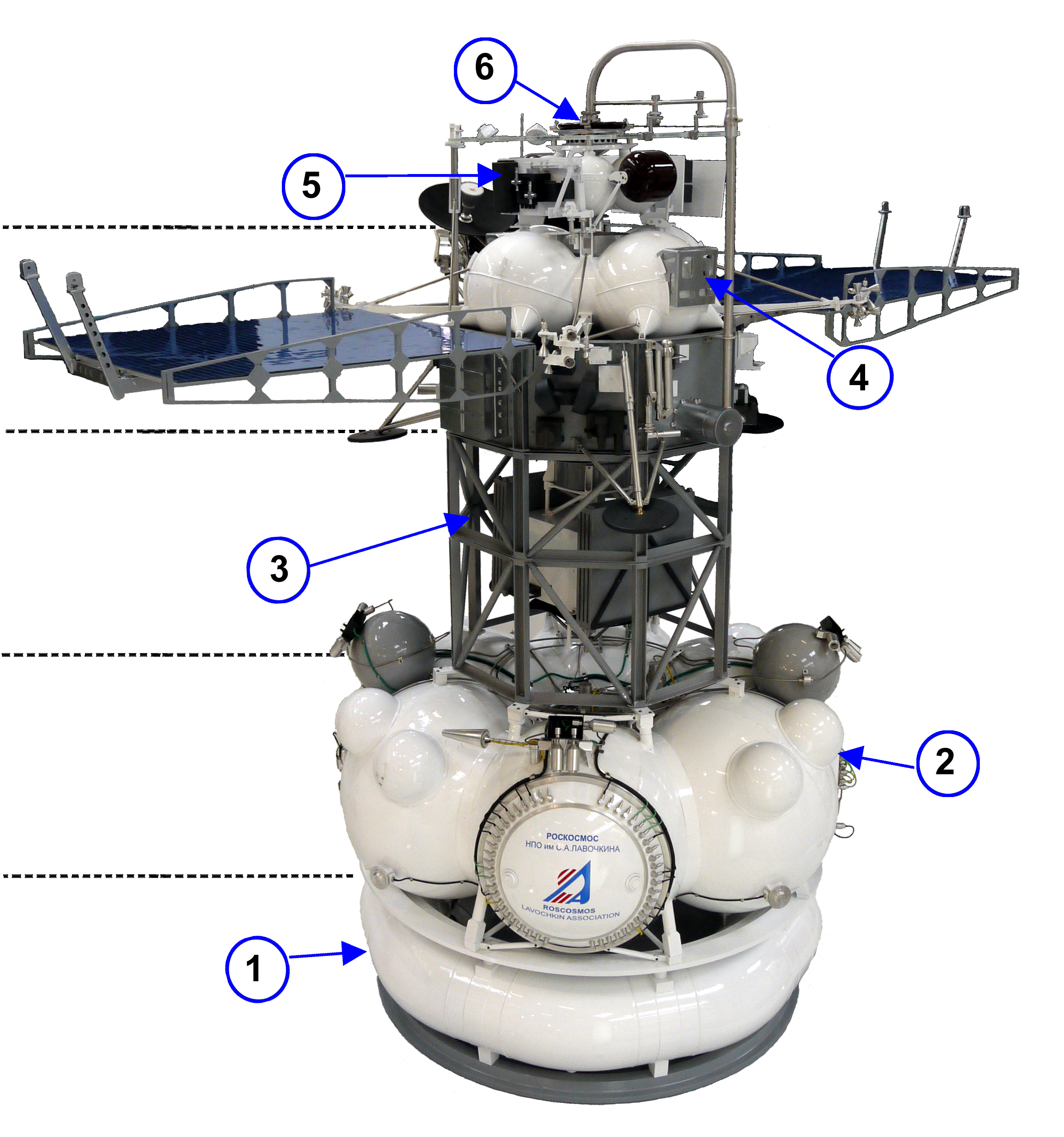
포보스 그룬트

포보스 그룬트(러시아어: Фобос-Грунт)는 러시아가 계획한 화성과 그 위성 포보스 탐사 계획이다. 포보스의 토양 시료를 채취하여 지구로 회수하는 것을 주된 목적으로하여 2011년 11월 9일 바이코누르 우주 기지에서 발사되었지만, 실패했다.